# Chinesisches Bankwesen

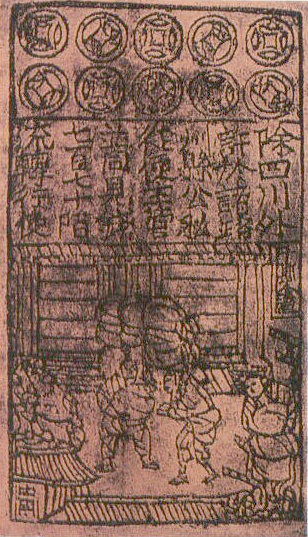
Jiaozi, das erste gedruckte Papiergeld der Welt, eine Innovation der Song-Dynastie

Das chinesische Bankwesen, unter welchem man im allgemeinen Sinne das Handeln mit Geld und Kredit Transaktionen versteht, ist in der Geschichte Chinas tief verwurzelt.
Die Einführung von Papiergeld als Ersatzzahlungsmittel im Jahr 1024 geschah früher als irgendwo sonst auf der Welt. Des Weiteren werden zu den ältesten Kreditinstituten in China die Mönchsklöster im 5. Jahrhundert gezählt. Bereits zur Zeit der Song-Dynastie (960–1279) erfüllten die chinesischen Finanzinstitute alle wichtigen Funktionen einer Bank. Hierzu zählten unter anderem die Kapitalbeschaffung (Einlagengeschäft), das Gewähren von Krediten, das Herausgeben von Geldnoten, Geldwechselgeschäfte und Langstrecken-Überweisungen.

## Frühes Zeitalter der Banken
Zu den wichtigsten einheimischen Bankinstituten gehörten zum einen Piaohao und zum anderen Qianzhuang. Durch ihre Entwicklung und die der ausländischen Banken in der Mitte der Qing-Dynastie wurde die Kommerzialisierung beschleunigt und ein neuer Höhepunkt des Bankwesens in China wurde eingeleitet.

### Piaohao
Eine der frühesten Bankinstitutionen in China war die Piaohao. Diese war auch unter dem Namen Shanxi Bank bekannt, da sich ein Großteil der Banken im Besitz von Einwohnern der Shanxi-Provinz befanden. Die erste Piaohao entstand aus der Xiyuecheng Dye Company, welche im Kreis Pingyao der Provinz Shanxi ansässig war. Das Unternehmen entwickelte ein Konzept, mit dem Transaktionen zwischen den einzelnen Niederlassungen ohne viel Aufwand getätigt werden konnten. Obwohl diese Neuerung ursprünglich nur für Geschäfte innerhalb der Xiyuecheng Company entwickelt wurde, erreichte es in kurzer Zeit einen sehr hohen Bekanntheitsgrad. Aus diesem Grund strukturierte der Eigentümer der Company 1823 sein Unternehmen, welches sich auf diese spezielle Art von Überweisungen spezialisierte, um und änderte den Namen der Firma in Rishengchang Piaohao. In den darauffolgenden 30 Jahren wurden 11 Piaohao in der Provinz Shanxi gegründet. Bis Ende des 19. Jahrhunderts hatte sich das Unternehmen auf insgesamt 32 Piaohao mit 475 Niederlassungen auf alle 18 Provinzen Chinas erweitert.
Zu den Hauptaufgaben der Piaohao zählten provinzübergreifende Überweisungen; und in den Jahren nach 1860 auch die Beteiligung an Regierungsgeschäften. Einzelne Provinzen Chinas mussten einen Teil ihrer Steuereinnahmen, diese wurden auch jingxiang genannt, direkt an die Hauptstadt Beijing übergeben. Jedoch wurde durch den Taiping-Aufstand die Kommunikation zwischen der Regierung und einigen dieser Provinzen unterbrochen. Die Lieferungen der jingxiang wurden immer seltener, bis die Regierung die Piahao mit der Überweisung der Steuern beauftragte. Dadurch erlangte das Bankinstitut unter anderem die Befugnis ausländische Kredite an die Landesregierung zu vermitteln.
In den Jahren nach 1890 wurde die Kapitalkraft der Piaohao auf $280 Millionen geschätzt.

### Qianzhuang
Neben den Piaohao gab es noch eine Vielzahl an kleineren einheimischen Banken; die sogenannten Qianzhuang. Zu Beginn befanden sich die meisten dieser Finanzinstitute in der Jiangsu und Zhejiang Provinz, bzw. in den Städten Shanghai, Shaoxing und Ningbo. Im Gegensatz zur Piaohao waren sie lokal ansässig und fungierte als Geschäftsbanken, in dem sie sich unter anderem um den lokalen Geldaustausch kümmerten. 1890 gab es in ganz China ungefähr 10.000 Qianzhuang.

## Eintritt ausländischer Banken
Durch die wachsende Zahl der westlichen Handelsunternehmen Mitte des neunzehnten Jahrhunderts ließen sich die ersten ausländischen Banken in China nieder. Die Chinesen beschrieben diese mit dem Begriff yinhang (chinesisch 銀行), was so viel wie „Silber Institution“ bedeutet und für das Wort „Bank“ steht. Allen voran ging die britische Oriental Bank in den 1840er Jahren, die in Hongkong, Guangzhou und Shanghai vertreten war. Darauf folgten weitere britische Banken. Die Hongkong and Shanghai Banking Corporation, heute die HSBC, die 1865 in Hongkong gegründet wurde, wuchs zur größten ausländischen Bank Chinas heran.
Auf diese Weise herrschte 40 Jahre lang ein für die Briten vorteilhaftes Quasi-Monopol vor, bis auch in den frühen 1890er Jahren andere europäische Banken hinzukamen und zur Konkurrenz wurden. Dazu gehörten die Deutsch-Asiatische Bank, Japans Yokohama Specie Bank, Frankreichs Banque de L’Indochine und Russlands Russo-Asiatic Bank. 1894 machten die ausländischen Banken 32 % des Kapitalmarktes aus. Zum Ende des neunzehnten Jahrhunderts gab es 9 ausländische Banken mit 45 Filialen in Chinas Vertragshäfen.
Wegen der so genannten ungleichen Verträge genossen die ausländischen Banken zahlreiche Privilegien, wie z. B. Handelsvorteile, Niederlassungsrecht, Recht auf Exterritorialität und Konsulargerichtsbarkeit, sowie volle Kontrolle über Chinas internationale Überweisungen und Außenhandelsfinanzierung.

## Staatliche Banken
Nach dem Beginn der Selbststärkungsbewegung im Jahre 1861, die die Modernisierung Chinas zum Ziel hatte, leitete die Qing Regierung große industrielle Projekte ein. Diese erforderten eine enorme Menge an Kapital, welches nicht durch die Kredite der inländischen Finanzinstitute gedeckt werden konnte. Um eine ausreichende, langfristige Finanzierung zu sichern, wandte sich China deshalb an die ausländischen Banken. Auch wegen der zahlreichen militärischen Niederlagen während dieser Zeit und den daraus entstandenen Entschädigungsleistungen sah sich die chinesische Regierung hierzu gezwungen.
Die ausländischen Banken waren jedoch nicht daran interessiert in die langfristige Entwicklung des Landes zu investieren. So kam es, dass 1897 die erste moderne Bank Chinas, die Imperial Bank of China, als Aktiengesellschaft in Shanghai gegründet wurde. Die innere Struktur orientierte sich am Beispiel der HSBC. Die Bereichsleiter waren ausländische Spezialisten. Nach dem Ausruf der Republik Chinas 1912 änderte die Bank ihren englischen Namen zu Commercial Bank of China, was jeglichen Bezug zur Qing-Dynastie beseitigen sollte.
Die älteste noch heute existierende Bank Chinas, die Bank of the Board of Revenue, öffnete im Jahre 1905. Sie wurde später umbenannt in Great Qing Government Bank oder auch bekannt als Daqing Bank. Auch diese wurde neu gegründet als Bank of China im Jahre 1912 und hatte außerdem die Funktion als erste Zentralbank Chinas inne. Die Regierung schrieb der BoC sowohl viele Privilegien als auch wichtige Aufgaben zu, u. a. die Ausgabe von Banknoten (bis 1942), das Aufbewahren der Staatskasse und das Überwachen von Auslandskrediten. Der Status Zentralbank wurde jedoch 1928 an die Central Bank of China abgegeben. Dennoch gehört BoC zu den großen vier Banken Chinas („big four“). Dazu zählen außerdem die Industrial and Commercial Bank of China (ICBC), China Construction Bank (CCB) und Agricultural Bank of China (ABC).

## Private Banken
Die erste private Bank wurde 1897 von dem Unternehmer Shen Xuanhui ins Leben gerufen, die Chinese Bank of Commerce. Während der Qing-Dynastie entstanden drei weitere. 1906 bis 1908 wurden nacheinander die Xincheng Bank in Shanghai, die National Commercial Bank in Hangzhou und die Ningbo Commercial and Savings Bank gegründet.
Außerdem entstanden zu dieser Zeit sogenannte südliche und nördliche Banken. Zu den Südlichen, mit Sitz in Shanghai, gehörten die Shanghai Commercial and Savings Bank, die National Commercial Bank und die Zhejiang Industrial Bank. Die Nördlichen beinhalteten die Yien Yieh Commercial Ban, die Kincheng Banking Corporatio, die Continental Ban und die China & South Sea Ban.
Im April 1995 wurde die Minsheng Bank, die erste vollständig private Bank in der Volksrepublik China etabliert.

## Das goldene Zeitalter des chinesischen Bankwesens
Die Zeit von 1928, Ende der Northern Expedition, bis 1937, dem Anfang des Zweiten Japanisch-Chinesischen Kriegs, wird heute als goldene Dekade bezeichnet. Denn es leitete die Modernisierung Chinas und die des chinesischen Bankensystems ein.
Die Regierung gründete 1928 die Central Bank of China, mit Song Ziwen als Präsidenten. Die neue Zentralbank sollte im Bereich Auslandsvermittlungen spezialisiert sein, während die Bank of Communications auf Industrieentwicklung konzentriert war.

## Ab 1949

### Vorreformperiode (1949 bis 1978)
Im Jahr 1949 kam die Kommunistische Partei, kurz KPCh, in China an die Macht. Auch der Bereich des Finanz- und Bankenwesens wurde bis 1979 durch die Zentralisierungs- und Verstaatlichungsstrategie, ähnlich dem sowjetischen Vorbild, aufgebaut. Die ausländischen Banken wurden in dieser Zeit nach und nach aus China verdrängt; alle Banken, denen Verbindungen zur Kuomintang nachgesagt wurden, wurden entweder geschlossen oder in die People’s Bank of China (PBoC) eingegliedert. Die Chinesische Volksbank (PBoC) ist ein Zusammenschluss aus der Beihai, der Huabei und der Xibei Peasant Bank; sie wurde am 1. Dezember 1948 in der Hebei Provinz gegründet. Des Weiteren übernahm sie die Rolle einer Zentral- als auch einer Geschäftsbank im Monobankensystem der Volksrepublik China. Zu den Aufgaben des PBoC gehörten unter anderem die Verwaltung der Konten des Finanzministeriums, die Steuerung des Geldangebots, die Ausgabe von Bargeld sowie die Festlegung von Kredit- und Sparzinsen. Auf geschäftspolitischer Ebene kümmerte sie sich um die Durchführung des Zahlungsverkehrs, der Emission von Anleihepapieren und der Verwaltung von Sparguthaben. Bis 1970 unterstand die PBoC direkt dem Staatsrat. Eine Ebene unter dem Staatsrat stand das Finanzministerium (Ministry of Finance; MOF). Von 1970 bis 1978 fielen sowohl die Festlegung des Staatsbudgets als auch die Kontrolle über die PBoC in den Aufgabenbereich des MOF. Daraus folgte, dass die PBoC von politischen Vorgaben und Zielen der Regierung abhängig war. Man konnte sie also auch mit einem ausführenden staatlichen Organ vergleichen. Neben der PBoC existierten als Spezialbanken die Bank of China, welche ursprünglich 1912 gegründet wurde und „für den Geldtransfer mit dem Ausland“ zuständig war, die Agricultural Bank of China; zuerst 1955, jedoch ohne Erfolg, danach noch einmal 1964 ins Leben gerufen. Außerdem wurde noch die People’s Construction Bank 1954 für Infrastrukturprojekte eingerichtet.

### Reformen ab 1979
In Folge des elften Kongresses der Kommunistischen Partei Chinas, der Einführung der „Four Transformations and Eight Reforms“ und im Zuge der Reform- und Öffnungspolitik, wurde eine Dezentralisierung des Finanzsektors angestrebt. Aus diesem Grund begann China im Jahr 1979 mit den ersten Reformen, in dem die PBoC vom Finanzministerium (MoF) getrennt wurde und kurz danach mit der Ausgliederung der Spezialbanken, der ABoC, der BoC sowie der PCB. Für die Umwandlung der PBoC in eine Zentralbank (um 1984) wurden die Geschäftsbankenfunktionen auf vier staatliche Spezialbanken verteilt. Zu ihnen zählten die Industrial and Commercial Bank (ICBC), welche „für die Finanzierung des industriellen Sektors“ zuständig war, die Agricultural Bank of China (ABoC) für den Bereich Landwirtschaft, die Bank of China (BoC) unter anderem für Exportfinanzierung und Devisenhandel sowie die China Construction Bank (CCB), die für die Bauindustrie und Infrastruktur verantwortlich war. Zu den Hauptaufgaben der PBoC zählten nun die Finanzaufsicht und die Geldpolitik.
Die ersten Schritte hin zu einem zweistufigen Bankensystem und weg von dem bisherigen Monobankensystem waren damit getan. Zusätzlich regte dies auch die Bildung von regionalen, lokalen und landesweit tätigen Banken an, die sich weder vollkommen im staatseigenen noch unmittelbar im Privatbesitz befanden. Jedoch unterstand die PBoC weiterhin dem Staatsrat.

### 1995 bis 1997
In dem 1995 rechtlich wirksam gewordenen Gesetz für Geschäftsbanken („Law of the People’s Republic of China on Commercial Banks“) wurde die Rolle der PBoC als Notenbank sowie ihr Status als Zentralbank definiert. Ziel dieses Gesetzes war es, die Einflussnahme von politischen Institutionen auf die Zentralbank zu verringern, die Kommerzialisierung von Geschäftsbanken voranzutreiben und die Souveränität der PBoC weiter zu fördern. Des Weiteren wurden 1994 drei wirtschaftspolitische Banken zur Förderung der Wirtschaftsentwicklung gegründet:
- Die State Development Bank, welche sich unter anderem um die Finanzierung von Infrastrukturprojekten kümmerte;
- Die Agricultural Development Bank; für den ländlichen Raum und die Armutsbekämpfung zuständig sowie
- Die Import-Export Bank of China; zuständig für Förderung des Exports.[24]

### Ab 1997
Durch die Asienkrise 1997 war es nicht zu verleugnen, dass der chinesische Bankensektor durch „mangelnde Transparenz, unzureichende Kontrollmechanismen, schlechtes Risikomanagement und Korruption gekennzeichnet“ war. Aufsichts- und monetäre Aufgaben sollten daher klarer getrennt werden. Aus diesem Grund wurden diverse Aufsichtsaufgaben der PBoC, wie zum Beispiel Aufsichtsbefugnisse bezüglich der Versicherungsunternehmen, der Wertpapiergesellschaften und der Kreditinstitute, auf andere Banken verteilt.
Um die Einmischung örtlicher Regierungen auf ein Minimum zu beschränken und damit die PBoC ihre Rolle als Zentralbank besser umsetzen konnte, wurden die bisherigen 31 Niederlassungen der Bank auf 9 reduziert. Daraus ergab sich ein größerer Zuständigkeitsbereich der einzelnen Filialen, auch über Provinzgrenzen hinaus.
Abschließend kann man sagen, dass das chinesische Bankensystem sich grundlegend verändert hat. Insbesondere zwischen 1949 und 1997 sind deutliche Veränderungen zu erkennen; das einstige Monobankensystem hat sich hin zu einer Bankenvielfalt entwickelt, in der das kommerzielle und politische Bankgeschäft voneinander getrennt sind.

## Weiterführende Literatur
- Catherine Somé: A history of modern Shanghai banking: the rise and decline of China's finance capitalism. Armonk, New York 2003
- Cecil R. Dipchand, Yijun Zhang, Mingjia Ma: The Chinese financial system. Greenwood Press, Westport (Connecticut) 1994
- Henry Sanderson, Michael Forsythe: China's Superbank; Debt Oil and Influence - How China Development Bank is Rewriting the Rules of Finance. Bloomberg Press, 2013
- Stephen Bell, Hui Feng: The rise of the People's Bank of China: the politics of institutional change. Harvard University Press, Cambridge / London 2013